# Colibrí capblau
El colibrí capblau (Riccordia bicolor) és una espècie d'ocell de la família dels troquílids (Trochilidae) que fins fa poc era considerada l'única espècie del gènere Cyanophaia (Reichenbach, 1854).

## Hàbitat i distribució
Habita zones boscoses de Martinica i Dominica, a les Antilles Menors.